# Cay Baron von Brockdorff
Cay Ludwig Georg Konrad Baron von Brockdorff (* 17. April 1874 in Itzehoe; † 29. Januar 1946 in Kiel) war ein deutscher Philosoph, Soziologe und Hochschullehrer. 

## Leben
Baron Cay von Brockdorff war der Sohn des Landgerichtspräsidenten Baron Otto von Brockdorff (1840–1907) und der Sophie geb. Hennings.
Nach dem Abitur 1894 in Bremen und dem Studium der Philosophie, Naturwissenschaft, Medizin und Soziologie in Heidelberg und Kiel (wo er ein Schüler von Ferdinand Tönnies war) wurde er 1898 an der Kieler Universität zum Dr. phil. promoviert. Das Thema seiner Doktorarbeit lautete Kant Teleologie. Er habilitierte sich 1901 TH Braunschweig mit Beiträge zum Verhältnis Schopenhauers zu Spinoza, war dort anschließend bis 1909 Privatdozent für Philosophie, danach bis 1910 außerordentlicher Professor für Philosophie. Nach seiner Umhabilitation mit Über die philosophia perennis an der Universität Kiel war er dort von 1910 bis 1921 Privatdozent für Philosophie, anschließend außerordentlicher Professor für Philosophie und Pädagogik.
1915 heiratete er in Kiel Gertrud Stendal aus Magdeburg (* 1893). Beider Tochter Anna (* 1915) wurde Konventualin des adeligen Klosters Itzehoe.
Als Anhänger der Naturrechtslehre Thomas Hobbes’ befreundete er sich mit seinem Kieler Lehrer Tönnies (der als Hobbes’ Wiederentdecker galt), mit dem er nach Skandinavien und England reiste und 1929 die deutsche Hobbes-Gesellschaft gründete, deren Präsident er wurde. Ferner war er Mitglied des Wissenschaftlichen Prüfungsamtes für Schleswig-Holstein. Außerdem gehörte er seit 1934 der Kant-Gesellschaft an.
Vor der nationalsozialistischen „Machtergreifung“ war Brockdorff Mitglied der DNVP gewesen. Zum 1. Mai 1933 trat er der NSDAP bei (Mitgliedsnummer 2.734.013), 1934 wurde er Mitglied im NSLB.

## Publikationen (Auswahl)
- Hobbes als Philosoph, Pädagoge und Soziologe. 1919.
- Die englische Aufklärungsphilosophie. 1924, (Kraus, Nendeln 1973 Reprint).
- Die deutsche Aufklärungsphilosophie. 1926, (Kraus, Nendeln 1973 Reprint).
- (Hrsg.) Veröffentlichungen der Hobbes-Gesellschaft. 9 Bände, 1932–1938.
- Wahrheit und Wahrscheinlichkeit bei Hobbes und Condillac. Lipsius & Tischer, Kiel 1937.
- Fünf ungedruckte Briefe von Jean Pierre de Martel an Thomas Hobbes. Lipsius & Tischer, Kiel 1937.
- Zu Tönnies’ Entwicklungsgeschichte. Lipsius & Tischer, Kiel 1937.
- Persönliches von Ferdinand Tönnies. in: Reine und Angewandte Soziologie. Eine Festgabe für Ferdinand Tönnies zu seinem achtzigsten Geburtstage am 26. Juli 1935. dargebracht von Gerhard Albrecht u. a., Hans Buske, Leipzig 1936.
- Zum Gedächtnis des 350. Geburtstages von Hobbes. Lipsius & Tischer, Kiel 1938.
- Hobbes als Polyhistor. Lipsius & Tischer, Kiel 1939.
- Gelehrte Gesellschaften im 17. Jahrhundert. Lipsius & Tischer, Kiel 1940.
- Schopenhauer. Kohlhammer, Stuttgart 1941.
- Über den Zufall. In: Kieler Blätter. Bd. 1 (1942), Heft 2, S. 67–72.

Brockdorffs letztes Manuskript Soziologie der Revolution blieb ungedruckt. (Standort: Schleswig-Holsteinische Landesbibliothek)